# Chinese Basketball Association 2017-18
La Chinese Basketball Association 2017-18 fue la edición número 23 de la CBA, la primera división del baloncesto profesional de China. La competición estaba previsto que comenzara el 21 de octubre, pero finalmente comenzó el 28 de octubre de 2017 con el enfrentamiento entre el actual campeón, Xinjiang Flying Tigers contra los Jilin Northeast Tigers y finalizó el 22 de abril de 2018.

## Cambios en los equipos
Los Jiangsu Tongxi Monkey Kings cambiaron su nombre al de Nanjing Monkey King el 29 de septiembre de 2017.

## Política de jugadores extranjeros
Todos los equipos a excepción de los Bayi Rockets tenían la opción de contar con dos jugadores extranjeros. Los últimos cuatro de la temporada anterior (a excepción de Bayi) pudieron contratar además un jugador extra asiático.

### Lista de jugadores extranjeros
| Equipo                    | Jugador 1        | Jugador 2          | Jugador de Asia       | Sustituciones en la temporada         |
| ------------------------- | ---------------- | ------------------ | --------------------- | ------------------------------------- |
| Bayi Rockets              | –                | –                  | –                     | –                                     |
| Beijing Ducks             | Aaron Jackson    | Justin Hamilton    | –                     | Marcus Thornton Randolph Morris (DNP) |
| Beikong Fly Dragons       | Stephon Marbury  | Shavlik Randolph   | Wael Arakji           | Zaid Abbas                            |
| Fujian Sturgeons          | Russ Smith       | Mike Harris        | –                     | -                                     |
| Guangdong Southern Tigers | Darius Morris    | Andrew Nicholson   | –                     | Edwin Jackson                         |
| Guangzhou Long-Lions      | Kyle Fogg        | Tyler Hansbrough   | Sani Sakakini         | Semaj Christon                        |
| Jiangsu Dragons           | MarShon Brooks   | Miroslav Raduljica | –                     | Jabari Brown                          |
| Jilin Northeast Tigers    | Von Wafer        | Carl Landry        | –                     | –                                     |
| Liaoning Flying Leopards  | Lester Hudson    | Brandon Bass       | –                     | –                                     |
| Nanjing Monkey Kings      | Jeremy Pargo     | JJ Hickson         | Samad Nikkhah Bahrami | Dominique Jones                       |
| Qingdao Eagles            | Jonathan Gibson  | James Mays         | –                     | Terrence Jones Maciej Lampe           |
| Shandong Golden Stars     | Ty Lawson        | Donatas Motiejūnas | –                     | –                                     |
| Shanghai Sharks           | Jimmer Fredette  | Nick Minnerath     | –                     | –                                     |
| Shanxi Brave Dragons      | Willie Warren    | Luis Scola         | –                     | Brandon Jennings                      |
| Shenzhen Leopards         | Tyrese Rice      | Jared Sullinger    | –                     | Keith Langford                        |
| Sichuan Blue Whales       | Ike Diogu        | Hamed Haddadi      | –                     | Jamaal Franklin                       |
| Tianjin Gold Lions        | Eugene Jeter     | Derrick Williams   | –                     | Eli Holman                            |
| Xinjiang Flying Tigers    | Darius Adams     | Andray Blatche     | –                     | Shawn Long Augusto Lima               |
| Zhejiang Golden Bulls     | Sonny Weems      | Arinze Onuaku      | –                     | Jarnell Stokes                        |
| Zhejiang Lions            | Courtney Fortson | Ioannis Bourousis  | –                     | –                                     |

## Temporada regular
Actualizado: 16 de febrero de 2018
| 1  | Zhejiang Lions            | 31 | 7  | .816 | 69 |                        |
| 2  | Liaoning Flying Leopards  | 29 | 9  | .763 | 67 |                        |
| 3  | Guangdong Southern Tigers | 28 | 10 | .737 | 66 |                        |
| 4  | Shandong Golden Stars     | 27 | 11 | .711 | 65 |                        |
| 5  | Jiangsu Dragons           | 26 | 12 | .684 | 64 |                        |
| 6  | Xinjiang Flying Tigers    | 25 | 13 | .658 | 63 | XJ 3-1 BJ 2-2 SZ 1-3   |
| 7  | Beijing Ducks             | 25 | 13 | .658 | 63 | XJ 3-1 BJ 2-2 SZ 1-3   |
| 8  | Shenzhen Leopards         | 25 | 13 | .658 | 63 | XJ 3-1 BJ 2-2 SZ 1-3   |
| 9  | Guangzhou Long-Lions      | 21 | 17 | .553 | 59 |                        |
| 10 | Shanghai Sharks           | 20 | 18 | .526 | 58 | SH 1-1 (SH 200-187 ZJ) |
| 11 | Zhejiang Golden Bulls     | 20 | 18 | .526 | 58 | SH 1-1 (SH 200-187 ZJ) |
| 12 | Beikong Fly Dragons       | 18 | 20 | .474 | 56 |                        |
| 13 | Fujian Sturgeons          | 16 | 22 | .421 | 54 | FJ 1-1 (FJ 241-224 SX) |
| 14 | Shanxi Brave Dragons      | 16 | 22 | .421 | 54 | FJ 1-1 (FJ 241-224 SX) |
| 15 | Nanjing Monkey King       | 15 | 23 | .395 | 53 |                        |
| 16 | Qingdao Eagles            | 11 | 27 | .289 | 49 |                        |
| 17 | Jilin Northeast Tigers    | 8  | 30 | .211 | 46 | JL 3-1 TJ 2-2 SC 1-3   |
| 18 | Tianjin Gold Lions        | 8  | 30 | .211 | 46 | JL 3-1 TJ 2-2 SC 1-3   |
| 19 | Sichuan Blue Whales       | 8  | 30 | .211 | 46 | JL 3-1 TJ 2-2 SC 1-3   |
| 20 | Bayi Rockets              | 3  | 35 | .079 | 41 |                        |

|  | Los 8 primeros acceden a los Playoffs |

## Playoffs
|  | 1ª ronda | 1ª ronda             | 1ª ronda                  |                           |   | Cuartos de final | Cuartos de final | Cuartos de final |  |   | Semifinales              | Semifinales | Semifinales    |   |  | Finales | Finales | Finales |  |
|  |          |                      |                           |                           |   |                  |                  |                  |  |   |                          |             |                |   |  |         |         |         |  |
|  |          |                      |                           |                           |   |                  |                  |                  |  |   |                          |             |                |   |  |         |         |         |  |
|  |          |                      |                           |                           |   |                  |                  |                  |  |   |                          |             |                |   |  |         |         |         |  |
|  |          |                      |                           |                           |   |                  |                  |                  |  |   |                          |             |                |   |  |         |         |         |  |
|  |          |                      |                           |                           |   |                  |                  |                  |  |   |                          |             |                |   |  |         |         |         |  |
|  |          | 1                    | Zhejiang Lions            | 3                         |   |                  |                  |                  |  |   |                          |             |                |   |  |         |         |         |  |
|  |          |                      |                           | 3                         |   |                  |                  |                  |  |   |                          |             |                |   |  |         |         |         |  |
|  |          |                      | 8                         | Shenzhen Leopards         | 2 |                  |                  |                  |  |   |                          |             |                |   |  |         |         |         |  |
|  | 8        | Shenzhen Leopards    | 8                         | Shenzhen Leopards         | 2 | 2                |                  |                  |  |   |                          |             |                |   |  |         |         |         |  |
|  | 8        | Shenzhen Leopards    |                           |                           |   |                  |                  |                  |  |   |                          |             |                |   |  |         |         |         |  |
|  | 9        | Guangzhou Long-Lions | 0                         |                           |   |                  |                  |                  |  |   |                          |             |                |   |  |         |         |         |  |
|  | 9        | Guangzhou Long-Lions | 0                         |                           |   |                  |                  |                  |  | 1 | Zhejiang Lions           | 4           |                |   |  |         |         |         |  |
|  |          |                      |                           |                           |   |                  |                  |                  |  | 1 | Zhejiang Lions           | 4           |                |   |  |         |         |         |  |
|  |          |                      | 4                         | Shandong Golden Stars     | 3 |                  |                  |                  |  |   |                          |             |                |   |  |         |         |         |  |
|  |          |                      | 4                         | Shandong Golden Stars     | 3 |                  |                  |                  |  |   |                          |             |                |   |  |         |         |         |  |
|  |          |                      |                           |                           |   |                  |                  |                  |  |   |                          |             |                |   |  |         |         |         |  |
|  |          |                      |                           |                           |   |                  |                  |                  |  |   |                          |             |                |   |  |         |         |         |  |
|  |          | 4                    | Shandong Golden Stars     | 3                         |   |                  |                  |                  |  |   |                          |             |                |   |  |         |         |         |  |
|  |          |                      |                           | 3                         |   |                  |                  |                  |  |   |                          |             |                |   |  |         |         |         |  |
|  |          |                      | 5                         | Jiangsu Dragons           | 0 |                  |                  |                  |  |   |                          |             |                |   |  |         |         |         |  |
|  |          |                      | 5                         | Jiangsu Dragons           | 0 |                  |                  |                  |  |   |                          |             |                |   |  |         |         |         |  |
|  |          |                      |                           |                           |   |                  |                  |                  |  |   |                          |             |                |   |  |         |         |         |  |
|  |          |                      |                           |                           |   |                  |                  |                  |  |   |                          |             |                |   |  |         |         |         |  |
|  |          |                      |                           |                           |   |                  |                  |                  |  |   |                          | 1           | Zhejiang Lions | 0 |  |         |         |         |  |
|  |          |                      |                           |                           |   |                  |                  |                  |  |   |                          |             |                | 0 |  |         |         |         |  |
|  |          |                      | 2                         | Liaoning Flying Leopards  | 4 |                  |                  |                  |  |   |                          |             |                |   |  |         |         |         |  |
|  |          |                      | 2                         | Liaoning Flying Leopards  | 4 |                  |                  |                  |  |   |                          |             |                |   |  |         |         |         |  |
|  |          |                      |                           |                           |   |                  |                  |                  |  |   |                          |             |                |   |  |         |         |         |  |
|  |          |                      |                           |                           |   |                  |                  |                  |  |   |                          |             |                |   |  |         |         |         |  |
|  |          | 2                    | Liaoning Flying Leopards  | 3                         |   |                  |                  |                  |  |   |                          |             |                |   |  |         |         |         |  |
|  |          |                      |                           | 3                         |   |                  |                  |                  |  |   |                          |             |                |   |  |         |         |         |  |
|  |          |                      | 7                         | Beijing Ducks             | 1 |                  |                  |                  |  |   |                          |             |                |   |  |         |         |         |  |
|  | 7        | Beijing Ducks        | 7                         | Beijing Ducks             | 1 | 2                |                  |                  |  |   |                          |             |                |   |  |         |         |         |  |
|  | 7        | Beijing Ducks        |                           |                           |   |                  |                  |                  |  |   |                          |             |                |   |  |         |         |         |  |
|  | 10       | Shanghai Sharks      | 1                         |                           |   |                  |                  |                  |  |   |                          |             |                |   |  |         |         |         |  |
|  | 10       | Shanghai Sharks      | 1                         |                           |   |                  |                  |                  |  | 2 | Liaoning Flying Leopards | 4           |                |   |  |         |         |         |  |
|  |          |                      |                           |                           |   |                  |                  |                  |  | 2 | Liaoning Flying Leopards | 4           |                |   |  |         |         |         |  |
|  |          |                      | 3                         | Guangdong Southern Tigers | 1 |                  |                  |                  |  |   |                          |             |                |   |  |         |         |         |  |
|  |          |                      | 3                         | Guangdong Southern Tigers | 1 |                  |                  |                  |  |   |                          |             |                |   |  |         |         |         |  |
|  |          |                      |                           |                           |   |                  |                  |                  |  |   |                          |             |                |   |  |         |         |         |  |
|  |          |                      |                           |                           |   |                  |                  |                  |  |   |                          |             |                |   |  |         |         |         |  |
|  |          | 3                    | Guangdong Southern Tigers | 3                         |   |                  |                  |                  |  |   |                          |             |                |   |  |         |         |         |  |
|  |          |                      |                           | 3                         |   |                  |                  |                  |  |   |                          |             |                |   |  |         |         |         |  |
|  |          |                      | 6                         | Xinjiang Flying Tigers    | 1 |                  |                  |                  |  |   |                          |             |                |   |  |         |         |         |  |
|  |          |                      | 6                         | Xinjiang Flying Tigers    | 1 |                  |                  |                  |  |   |                          |             |                |   |  |         |         |         |  |
|  |          |                      |                           |                           |   |                  |                  |                  |  |   |                          |             |                |   |  |         |         |         |  |
|  |          |                      |                           |                           |   |                  |                  |                  |  |   |                          |             |                |   |  |         |         |         |  |
|  |          |                      |                           |                           |   |                  |                  |                  |  |   |                          |             |                |   |  |         |         |         |  |
|  |          |                      |                           |                           |   |                  |                  |                  |  |   |                          |             |                |   |  |         |         |         |  |

### Primera ronda

#### (7) Beijing Ducks vs. (10) Shanghai Sharks
| 4 de marzo                      | Beijing Ducks                         | 95–104                                | Shanghai Sharks                       |                                   |  |  |
| 19:35                           | Parciales: 15–14, 21–21, 35–36, 24–33 | Parciales: 15–14, 21–21, 35–36, 24–33 | Parciales: 15–14, 21–21, 35–36, 24–33 |                                   |  |  |
|                                 |                                       |                                       |                                       | Pabellón: Cadillac Arena, Beijing |  |  |
| Shanghai lidera las series, 1–0 |                                       |                                       |                                       |                                   |  |  |
|                                 |                                       |                                       |                                       |                                   |  |  |

| 7 de marzo            | Shanghai Sharks                       | 95–101                                | Beijing Ducks                         |                                               |  |  |
| 19:35                 | Parciales: 20–20, 22–29, 27–30, 26–22 | Parciales: 20–20, 22–29, 27–30, 26–22 | Parciales: 20–20, 22–29, 27–30, 26–22 |                                               |  |  |
|                       |                                       |                                       |                                       | Pabellón: Pudong Yuanshen Gymnasium, Shanghai |  |  |
| series empatadas, 1–1 |                                       |                                       |                                       |                                               |  |  |
|                       |                                       |                                       |                                       |                                               |  |  |

| 10 de marzo                  | Beijing Ducks                        | 97–72                                | Shanghai Sharks                      |                                   |  |  |
| 19:35                        | Parciales: 28–24, 23–22, 27–8, 19–18 | Parciales: 28–24, 23–22, 27–8, 19–18 | Parciales: 28–24, 23–22, 27–8, 19–18 |                                   |  |  |
|                              |                                      |                                      |                                      | Pabellón: Cadillac Arena, Beijing |  |  |
| Beijing gana las series, 2–1 |                                      |                                      |                                      |                                   |  |  |
|                              |                                      |                                      |                                      |                                   |  |  |

#### (8) Shenzhen Leopards vs. (9) Guangzhou Long-Lions
| 3 de marzo                      | Shenzhen Leopards                     | 121–113                               | Guangzhou Long-Lions                  |                                          |  |  |
| 19:35                           | Parciales: 30–30, 35–23, 26–34, 30–26 | Parciales: 30–30, 35–23, 26–34, 30–26 | Parciales: 30–30, 35–23, 26–34, 30–26 |                                          |  |  |
|                                 |                                       |                                       |                                       | Pabellón: Shenzhen Dayun Arena, Shenzhen |  |  |
| Shenzhen lidera las series, 1–0 |                                       |                                       |                                       |                                          |  |  |
|                                 |                                       |                                       |                                       |                                          |  |  |

| 6 de marzo                    | Guangzhou Long-Lions                  | 112–116                               | Shenzhen Leopards                     |                                       |  |  |
| 19:35                         | Parciales: 28–30, 28–21, 23–30, 33–35 | Parciales: 28–30, 28–21, 23–30, 33–35 | Parciales: 28–30, 28–21, 23–30, 33–35 |                                       |  |  |
|                               |                                       |                                       |                                       | Pabellón: Tianhe Gymnasium, Guangzhou |  |  |
| Shenzhen gana las series, 2–0 |                                       |                                       |                                       |                                       |  |  |
|                               |                                       |                                       |                                       |                                       |  |  |

### (1) Zhejiang Lions vs. (8) Shenzhen Leopards
| 13 de marzo                     | Shenzhen Leopards                     | 119–122                               | Zhejiang Lions                        |                                                     |  |  |
| 20:00                           | Parciales: 27–31, 31–24, 32–28, 29–39 | Parciales: 27–31, 31–24, 32–28, 29–39 | Parciales: 27–31, 31–24, 32–28, 29–39 |                                                     |  |  |
|                                 |                                       |                                       |                                       | Pabellón: Shenzhen Dayun Arena, Shenzhen, Guangdong |  |  |
| Zhejiang lidera las series, 1–0 |                                       |                                       |                                       |                                                     |  |  |
|                                 |                                       |                                       |                                       |                                                     |  |  |

| 16 de marzo           | Zhejiang Lions                        | 102–106                               | Shenzhen Leopards                     |                                                  |  |  |
| 19:35                 | Parciales: 22–29, 20–32, 27–22, 33–23 | Parciales: 22–29, 20–32, 27–22, 33–23 | Parciales: 22–29, 20–32, 27–22, 33–23 |                                                  |  |  |
|                       |                                       |                                       |                                       | Pabellón: Hangzhou Gymnasium, Hangzhou, Zhejiang |  |  |
| series empatadas, 1–1 |                                       |                                       |                                       |                                                  |  |  |
|                       |                                       |                                       |                                       |                                                  |  |  |

| 18 de marzo                     | Zhejiang Lions                        | 101–89                                | Shenzhen Leopards                     |                                                  |  |  |
| 19:35                           | Parciales: 26–13, 15–19, 35–25, 25–32 | Parciales: 26–13, 15–19, 35–25, 25–32 | Parciales: 26–13, 15–19, 35–25, 25–32 |                                                  |  |  |
|                                 |                                       |                                       |                                       | Pabellón: Hangzhou Gymnasium, Hangzhou, Zhejiang |  |  |
| Zhejiang lidera las series, 2–1 |                                       |                                       |                                       |                                                  |  |  |
|                                 |                                       |                                       |                                       |                                                  |  |  |

| 21 de marzo           | Shenzhen Leopards                     | 100–95                                | Zhejiang Lions                        |                                                     |  |  |
| 19:35                 | Parciales: 30–16, 19–27, 26–30, 25–22 | Parciales: 30–16, 19–27, 26–30, 25–22 | Parciales: 30–16, 19–27, 26–30, 25–22 |                                                     |  |  |
|                       |                                       |                                       |                                       | Pabellón: Shenzhen Dayun Arena, Shenzhen, Guangdong |  |  |
| series empatadas, 2–2 |                                       |                                       |                                       |                                                     |  |  |
|                       |                                       |                                       |                                       |                                                     |  |  |

| 23 de marzo                   | Zhejiang Lions                        | 107–98                                | Shenzhen Leopards                     |                                                  |  |  |
| 19:35                         | Parciales: 20–26, 38–11, 32–29, 17–32 | Parciales: 20–26, 38–11, 32–29, 17–32 | Parciales: 20–26, 38–11, 32–29, 17–32 |                                                  |  |  |
|                               |                                       |                                       |                                       | Pabellón: Hangzhou Gymnasium, Hangzhou, Zhejiang |  |  |
| Zhejiang gana las series, 3–2 |                                       |                                       |                                       |                                                  |  |  |
|                               |                                       |                                       |                                       |                                                  |  |  |

### (4) Shandong Golden Stars vs. (5) Jiangsu Dragons
| 13 de marzo                     | Jiangsu Dragons                       | 100–104                               | Shandong Golden Stars                 |                                                               |  |  |
| 19:35                           | Parciales: 25–27, 29–30, 23–20, 23–26 | Parciales: 25–27, 29–30, 23–20, 23–26 | Parciales: 25–27, 29–30, 23–20, 23–26 |                                                               |  |  |
|                                 |                                       |                                       |                                       | Pabellón: Changzhou Olympic Sports Centre, Changzhou, Jiangsu |  |  |
| Shandong lidera las series, 1–0 |                                       |                                       |                                       |                                                               |  |  |
|                                 |                                       |                                       |                                       |                                                               |  |  |

| 16 de marzo                     | Shandong Golden Stars                 | 111–91                                | Jiangsu Dragons                       |                                           |  |  |
| 19:35                           | Parciales: 33–21, 28–25, 19–24, 31–21 | Parciales: 33–21, 28–25, 19–24, 31–21 | Parciales: 33–21, 28–25, 19–24, 31–21 |                                           |  |  |
|                                 |                                       |                                       |                                       | Pabellón: Shandong Arena, Jinan, Shandong |  |  |
| Shandong lidera las series, 2–0 |                                       |                                       |                                       |                                           |  |  |
|                                 |                                       |                                       |                                       |                                           |  |  |

| 18 de marzo                   | Shandong Golden Stars                 | 127–104                               | Jiangsu Dragons                       |                                           |  |  |
| 19:35                         | Parciales: 25–18, 36–28, 35–33, 31–25 | Parciales: 25–18, 36–28, 35–33, 31–25 | Parciales: 25–18, 36–28, 35–33, 31–25 |                                           |  |  |
|                               |                                       |                                       |                                       | Pabellón: Shandong Arena, Jinan, Shandong |  |  |
| Shandong gana las series, 3–0 |                                       |                                       |                                       |                                           |  |  |
|                               |                                       |                                       |                                       |                                           |  |  |

### (2) Liaoning Flying Leopards vs. (7) Beijing Ducks
| 14 de marzo                     | Beijing Ducks                         | 91–92                                 | Liaoning Flying Leopards              |                                   |  |  |
| 19:35                           | Parciales: 29–22, 24–27, 21–25, 17–18 | Parciales: 29–22, 24–27, 21–25, 17–18 | Parciales: 29–22, 24–27, 21–25, 17–18 |                                   |  |  |
|                                 |                                       |                                       |                                       | Pabellón: Cadillac Arena, Beijing |  |  |
| Liaoning lidera las series, 1–0 |                                       |                                       |                                       |                                   |  |  |
|                                 |                                       |                                       |                                       |                                   |  |  |

| 17 de marzo           | Liaoning Flying Leopards              | 87–95                                 | Beijing Ducks                         |                                            |  |  |
| 19:35                 | Parciales: 15–16, 18–25, 27–31, 27–23 | Parciales: 15–16, 18–25, 27–31, 27–23 | Parciales: 15–16, 18–25, 27–31, 27–23 |                                            |  |  |
|                       |                                       |                                       |                                       | Pabellón: Benxi Gymnasium, Benxi, Liaoning |  |  |
| series empatadas, 1–1 |                                       |                                       |                                       |                                            |  |  |
|                       |                                       |                                       |                                       |                                            |  |  |

| 19 de marzo                     | Liaoning Flying Leopards                                | 123–119                                                 | Beijing Ducks                                           |                                            |  |  |
| 19:35                           | Parciales: 32–19, 28–18, 24–33, 19–33 (T.E.: 7–7, 13–9) | Parciales: 32–19, 28–18, 24–33, 19–33 (T.E.: 7–7, 13–9) | Parciales: 32–19, 28–18, 24–33, 19–33 (T.E.: 7–7, 13–9) |                                            |  |  |
|                                 |                                                         |                                                         |                                                         | Pabellón: Benxi Gymnasium, Benxi, Liaoning |  |  |
| Liaoning lidera las series, 2–1 |                                                         |                                                         |                                                         |                                            |  |  |
|                                 |                                                         |                                                         |                                                         |                                            |  |  |

| 22 de marzo                   | Beijing Ducks                         | 72–75                                 | Liaoning Flying Leopards              |                                   |  |  |
| 19:35                         | Parciales: 22–15, 19–18, 18–21, 13–21 | Parciales: 22–15, 19–18, 18–21, 13–21 | Parciales: 22–15, 19–18, 18–21, 13–21 |                                   |  |  |
|                               |                                       |                                       |                                       | Pabellón: Cadillac Arena, Beijing |  |  |
| Liaoning gana las series, 3–1 |                                       |                                       |                                       |                                   |  |  |
|                               |                                       |                                       |                                       |                                   |  |  |

### (3) Guangdong Southern Tigers vs. (6) Xinjiang Flying Tigers
| 14 de marzo                      | Xinjiang Flying Tigers                | 114–130                               | Guangdong Southern Tigers             |                                            |  |  |
| 20:00                            | Parciales: 34–43, 22–25, 32–36, 26–26 | Parciales: 34–43, 22–25, 32–36, 26–26 | Parciales: 34–43, 22–25, 32–36, 26–26 |                                            |  |  |
|                                  |                                       |                                       |                                       | Pabellón: Hongshan Arena, Ürümqi, Xinjiang |  |  |
| Guangdong lidera las series, 1–0 |                                       |                                       |                                       |                                            |  |  |
|                                  |                                       |                                       |                                       |                                            |  |  |

| 17 de marzo                      | Guangdong Southern Tigers             | 123–99                                | Xinjiang Flying Tigers                |                                                     |  |  |
| 19:35                            | Parciales: 31–23, 29–25, 33–26, 30-25 | Parciales: 31–23, 29–25, 33–26, 30-25 | Parciales: 31–23, 29–25, 33–26, 30-25 |                                                     |  |  |
|                                  |                                       |                                       |                                       | Pabellón: Nissan Sports Centre, Dongguan, Guangdong |  |  |
| Guangdong lidera las series, 2–0 |                                       |                                       |                                       |                                                     |  |  |
|                                  |                                       |                                       |                                       |                                                     |  |  |

| 19 de marzo                      | Guangdong Southern Tigers             | 92–95                                 | Xinjiang Flying Tigers                |                                                     |  |  |
| 19:35                            | Parciales: 28–28, 23–20, 22–16, 19–31 | Parciales: 28–28, 23–20, 22–16, 19–31 | Parciales: 28–28, 23–20, 22–16, 19–31 |                                                     |  |  |
|                                  |                                       |                                       |                                       | Pabellón: Nissan Sports Centre, Dongguan, Guangdong |  |  |
| Guangdong lidera las series, 2–1 |                                       |                                       |                                       |                                                     |  |  |
|                                  |                                       |                                       |                                       |                                                     |  |  |

| 22 de marzo                    | Xinjiang Flying Tigers                | 94–118                                | Guangdong Southern Tigers             |                                            |  |  |
| 19:35                          | Parciales: 16–35, 30–24, 25–33, 23–26 | Parciales: 16–35, 30–24, 25–33, 23–26 | Parciales: 16–35, 30–24, 25–33, 23–26 |                                            |  |  |
|                                |                                       |                                       |                                       | Pabellón: Hongshan Arena, Ürümqi, Xinjiang |  |  |
| Guangdong gana las series, 3–1 |                                       |                                       |                                       |                                            |  |  |
|                                |                                       |                                       |                                       |                                            |  |  |

### Semifinales

#### (1) Zhejiang Lions vs. (4) Shandong Golden Stars
| 28 de marzo                     | Zhejiang Lions                                                      | 128–118                               | Shandong Golden Stars                                          |                                                  |  |  |
| 19:35                           | Parciales: 31–27, 33–28, 36–29, 28–34                               | Parciales: 31–27, 33–28, 36–29, 28–34 | Parciales: 31–27, 33–28, 36–29, 28–34                          |                                                  |  |  |
|                                 | Estadísticas Courtney Fortson, 34 Jinqiu Hu, 8 Courtney Fortson, 13 | Reporte Pts Reb Asts                  | Estadísticas Ty Lawson, 38 Donatas Motiejūnas, 11 Ty Lawson, 9 | Pabellón: Hangzhou Gymnasium, Hangzhou, Zhejiang |  |  |
| Zhejiang lidera las series, 1–0 |                                                                     |                                       |                                                                |                                                  |  |  |
|                                 |                                                                     |                                       |                                                                |                                                  |  |  |

| 30 de marzo           | Zhejiang Lions                                                      | 99–107                                | Shandong Golden Stars                                 |                                                  |  |  |
| 19:35                 | Parciales: 30–26, 14–25, 30–31, 25–25                               | Parciales: 30–26, 14–25, 30–31, 25–25 | Parciales: 30–26, 14–25, 30–31, 25–25                 |                                                  |  |  |
|                       | Estadísticas Courtney Fortson, 24 Jinqiu Hu, 11 Courtney Fortson, 6 | Reporte Pts Reb Asts                  | Estadísticas Ty Lawson, 34 Ty Lawson, 10 Ty Lawson, 8 | Pabellón: Hangzhou Gymnasium, Hangzhou, Zhejiang |  |  |
| series empatadas, 1–1 |                                                                     |                                       |                                                       |                                                  |  |  |
|                       |                                                                     |                                       |                                                       |                                                  |  |  |

| 2 de abril                      | Shandong Golden Stars                                                       | 90–98                                 | Zhejiang Lions                                                |                                           |  |  |
| 19:35                           | Parciales: 20–26, 22–33, 25–18, 23–21                                       | Parciales: 20–26, 22–33, 25–18, 23–21 | Parciales: 20–26, 22–33, 25–18, 23–21                         |                                           |  |  |
|                                 | Estadísticas Yanyuhang Din, 36 Donatas Motiejūnas, 17 Donatas Motiejūnas, 5 | Reporte Pts Reb Asts                  | Estadísticas Jinqiu Hu, 28 Jinqiu Hu, 15 Courtney Fortson, 11 | Pabellón: Shandong Arena, Jinan, Shandong |  |  |
| Zhejiang lidera las series, 2–1 |                                                                             |                                       |                                                               |                                           |  |  |
|                                 |                                                                             |                                       |                                                               |                                           |  |  |

| 4 de abril            | Shandong Golden Stars                                          | 119–116                               | Zhejiang Lions                                                       |                                           |  |  |
| 19:35                 | Parciales: 25–28, 40–30, 24–27, 30–31                          | Parciales: 25–28, 40–30, 24–27, 30–31 | Parciales: 25–28, 40–30, 24–27, 30–31                                |                                           |  |  |
|                       | Estadísticas Ty Lawson, 32 Donatas Motiejūnas, 14 Ty Lawson, 7 | Reporte Pts Reb Asts                  | Estadísticas Courtney Fortson, 28 Jinqiu Hu, 11 Courtney Fortson, 13 | Pabellón: Shandong Arena, Jinan, Shandong |  |  |
| series empatadas, 2–2 |                                                                |                                       |                                                                      |                                           |  |  |
|                       |                                                                |                                       |                                                                      |                                           |  |  |

| 6 de abril                      | Shandong Golden Stars                                                                    | 113–103                               | Zhejiang Lions                                                                                     |                                           |  |  |
| 19:35                           | Parciales: 26–26, 23–15, 34–28, 30–34                                                    | Parciales: 26–26, 23–15, 34–28, 30–34 | Parciales: 26–26, 23–15, 34–28, 30–34                                                              |                                           |  |  |
|                                 | Estadísticas Ty Lawson, 31 Donatas Motiejūnas, 13 Lawson, Motiejūnas, ChunJun 4 cada uno | Reporte Pts Reb Asts                  | Estadísticas Ioannis Bourousis, 29 Ioannis Bourousis, 15 Bourousis, Fortson, Chih Chieh 3 cada uno | Pabellón: Shandong Arena, Jinan, Shandong |  |  |
| Shandong lidera las series, 3–2 |                                                                                          |                                       | |                                           |  |  |
|                                 |                                                                                          |                                       | |                                           |  |  |

| 9 de abril            | Zhejiang Lions                                                                           | 117–96                                | Shandong Golden Stars                                          |                                                  |  |  |
| 19:35                 | Parciales: 30–12, 39–30, 24–30, 24–24                                                    | Parciales: 30–12, 39–30, 24–30, 24–24 | Parciales: 30–12, 39–30, 24–30, 24–24                          |                                                  |  |  |
|                       | Estadísticas Courtney Fortson, 31 Bourousis, Jinqiu Hu, 10 cada uno Courtney Fortson, 13 | Reporte Pts Reb Asts                  | Estadísticas Ty Lawson, 26 Donatas Motiejūnas, 11 Ty Lawson, 8 | Pabellón: Hangzhou Gymnasium, Hangzhou, Zhejiang |  |  |
| series empatadas, 3–3 |                                                                                          |                                       |                                                                |                                                  |  |  |
|                       |                                                                                          |                                       |                                                                |                                                  |  |  |

| 11 de abril                   | Zhejiang Lions                                                               | 105–95                                | Shandong Golden Stars                                                   |                                                  |  |  |
| 19:35                         | Parciales: 20–23, 28–23, 29–30, 28–19                                        | Parciales: 20–23, 28–23, 29–30, 28–19 | Parciales: 20–23, 28–23, 29–30, 28–19                                   |                                                  |  |  |
|                               | Estadísticas Courtney Fortson, 26 Ioannis Bourousis, 16 Ioannis Bourousis, 5 | Reporte Pts Reb Asts                  | Estadísticas Donatas Motiejūnas, 31 Donatas Motiejūnas, 13 Ty Lawson, 6 | Pabellón: Hangzhou Gymnasium, Hangzhou, Zhejiang |  |  |
| Zhejiang gana las series, 4–3 |                                                                              |                                       |                                                                         |                                                  |  |  |
|                               |                                                                              |                                       |                                                                         |                                                  |  |  |

#### (2) Liaoning Flying Leopards vs. (3) Guangdong Southern Tigers
| 29 de marzo                      | Liaoning Flying Leopards                                                                              | 95–90                                 | Guangdong Southern Tigers                                    |                                            |  |  |
| 19:35                            | Parciales: 15–22, 29–28, 21–20, 30–20                                                                 | Parciales: 15–22, 29–28, 21–20, 30–20 | Parciales: 15–22, 29–28, 21–20, 30–20                        |                                            |  |  |
|                                  | Estadísticas Guo Ailun, Lester Hudson, 21 cada uno Han Dejun, 14 Guo Ailun, Lester Hudson, 6 cada uno | Reporte Pts Reb Asts                  | Estadísticas Donald Sloan, 22 Yi Jianlian, 9 Donald Sloan, 6 | Pabellón: Benxi Gymnasium, Benxi, Liaoning |  |  |
| ZLiaoning lidera las series, 1–0 | |                                       |                                                              |                                            |  |  |
|                                  | |                                       |                                                              |                                            |  |  |

| 31 de marzo                     | Liaoning Flying Leopards                                                         | 101–95                                | Guangdong Southern Tigers                                       |                                            |  |  |
| 19:35                           | Parciales: 19–15, 20–29, 36–18, 26–33                                            | Parciales: 19–15, 20–29, 36–18, 26–33 | Parciales: 19–15, 20–29, 36–18, 26–33                           |                                            |  |  |
|                                 | Estadísticas Lester Hudson, 37 Lester Hudson, Han Dejun, 8 cada uno Guo Ailun, 7 | Reporte Pts Reb Asts                  | Estadísticas Andrew Nicholson, 18 Ren Junfei, 6 Donald Sloan, 6 | Pabellón: Benxi Gymnasium, Benxi, Liaoning |  |  |
| Liaoning lidera las series, 2–0 |                                                                                  |                                       |                                                                 |                                            |  |  |
|                                 |                                                                                  |                                       |                                                                 |                                            |  |  |

| 3 de abril                      | Guangdong Southern Tigers                                              | 84–96                                 | Liaoning Flying Leopards                                          |                                                     |  |  |
| 19:35                           | Parciales: 21–20, 30–22, 14–33, 19–21                                  | Parciales: 21–20, 30–22, 14–33, 19–21 | Parciales: 21–20, 30–22, 14–33, 19–21                             |                                                     |  |  |
|                                 | Estadísticas Andrew Nicholson, 24 Andrew Nicholson, 15 Donald Sloan, 6 | Reporte Pts Reb Asts                  | Estadísticas Lester Hudson, 29 Lester Hudson, 13 Lester Hudson, 5 | Pabellón: Nissan Sports Centre, Dongguan, Guangdong |  |  |
| Liaoning lidera las series, 3–0 |                                                                        |                                       |                                                                   |                                                     |  |  |
|                                 |                                                                        |                                       |                                                                   |                                                     |  |  |

| 5 de abril                      | Guangdong Southern Tigers                                   | 110–102                              | Liaoning Flying Leopards                                     |                                                     |  |  |
| 19:35                           | Parciales: 24–9, 29–15, 33–34, 22–44                        | Parciales: 24–9, 29–15, 33–34, 22–44 | Parciales: 24–9, 29–15, 33–34, 22–44                         |                                                     |  |  |
|                                 | Estadísticas Yi Jianlian, 31 Ren Junfei, 10 Donald Sloan, 8 | Reporte Pts Reb Asts                 | Estadísticas Lester Hudson, 22 Brandon Bass, 11 Guo Ailun, 7 | Pabellón: Nissan Sports Centre, Dongguan, Guangdong |  |  |
| Liaoning lidera las series, 3–1 |                                                             |                                      |                                                              |                                                     |  |  |
|                                 |                                                             |                                      |                                                              |                                                     |  |  |

| 7 de abril                    | Guangdong Southern Tigers                                    | 97–111                                | Liaoning Flying Leopards                                     |                                                     |  |  |
| 19:35                         | Parciales: 29–33, 27–27, 24–20, 17–31                        | Parciales: 29–33, 27–27, 24–20, 17–31 | Parciales: 29–33, 27–27, 24–20, 17–31                        |                                                     |  |  |
|                               | Estadísticas Yi Jianlian, 39 Yi Jianlian, 10 Donald Sloan, 7 | Reporte Pts Reb Asts                  | Estadísticas Lester Hudson, 34 Brandon Bass, 10 Guo Ailun, 8 | Pabellón: Nissan Sports Centre, Dongguan, Guangdong |  |  |
| Liaoning gana las series, 4–1 |                                                              |                                       |                                                              |                                                     |  |  |
|                               |                                                              |                                       |                                                              |                                                     |  |  |

### Finales

#### (1) Zhejiang Lions vs. (2) Liaoning Flying Leopards
| 15 de abril                     | Zhejiang Lions                                                             | 108–120                               | Liaoning Flying Leopards                                        |                                                  |  |  |
| 19:35                           | Parciales: 21–32, 32–22, 26–34, 29–32                                      | Parciales: 21–32, 32–22, 26–34, 29–32 | Parciales: 21–32, 32–22, 26–34, 29–32                           |                                                  |  |  |
|                                 | Estadísticas Courtney Fortson, 33 Courtney Fortson, 8 Courtney Fortson, 12 | Reporte Pts Reb Asts                  | Estadísticas Brandon Bass, 28 Brandon Bass, 10 Lester Hudson, 7 | Pabellón: Hangzhou Gymnasium, Hangzhou, Zhejiang |  |  |
| Liaoning lidera las series, 1–0 |                                                                            |                                       |                                                                 |                                                  |  |  |
|                                 |                                                                            |                                       |                                                                 |                                                  |  |  |

| 17 de abril                     | Zhejiang Lions                                                            | 116–121                                            | Liaoning Flying Leopards                                                             |                                                  |  |  |
| 19:35                           | Parciales: 34–23, 28–34, 23–22, 22–28 (T.E.: 9–14)                        | Parciales: 34–23, 28–34, 23–22, 22–28 (T.E.: 9–14) | Parciales: 34–23, 28–34, 23–22, 22–28 (T.E.: 9–14)                                   |                                                  |  |  |
|                                 | Estadísticas Courtney Fortson, 39 Courtney Fortson, 9 Courtney Fortson, 7 | Reporte Pts Reb Asts                               | Estadísticas Lester Hudson, 45 Brandon Bass, Dejun Han, 10 cada uno Lester Hudson, 6 | Pabellón: Hangzhou Gymnasium, Hangzhou, Zhejiang |  |  |
| Liaoning lidera las series, 2–0 |                                                                           |                                                    |                                                                                      |                                                  |  |  |
|                                 |                                                                           |                                                    |                                                                                      |                                                  |  |  |

| 20 de abril                     | Liaoning Flying Leopards              | 104–100                               | Zhejiang Lions                        |                                                  |  |  |
| 19:35                           | Parciales: 33–16, 30–27, 24–31, 17–26 | Parciales: 33–16, 30–27, 24–31, 17–26 | Parciales: 33–16, 30–27, 24–31, 17–26 |                                                  |  |  |
|                                 |                                       |                                       |                                       | Pabellón: Shenyang Gymnasium, Shenyang, Liaoning |  |  |
| Liaoning lidera las series, 3–0 |                                       |                                       |                                       |                                                  |  |  |
|                                 |                                       |                                       |                                       |                                                  |  |  |

| 22 de abril                   | Liaoning Flying Leopards              | 100–88                                | Zhejiang Lions                        |                                            |  |  |
| 19:35                         | Parciales: 21–23, 29–25, 27–21, 23–19 | Parciales: 21–23, 29–25, 27–21, 23–19 | Parciales: 21–23, 29–25, 27–21, 23–19 |                                            |  |  |
|                               |                                       |                                       |                                       | Pabellón: Benxi Gymnasium, Benxi, Liaoning |  |  |
| Liaoning gana las series, 4–0 |                                       |                                       |                                       |                                            |  |  |
|                               |                                       |                                       |                                       |                                            |  |  |